# Грищенко Микола Григорович
Мико́ла Григо́рович Гри́щенко (*16 жовтня 1975 (49 років), Харків) — український лікар, фахівець з репродуктивної медицини, акушерства та гінекології, доктор медичних наук, професор. Завідувач кафедри акушерства та гінекології ХНУ імені В. Н. Каразіна, генеральний директор Клініки репродуктивної медицини імені академіка В. І. Грищенка.

## Життєпис
Народився в родині медиків-науковців. Мати — доктор медичних наук, професор Грищенко Ольга Валентинівна (1954); дід — академік НАНУ, доктор медичних наук, професор Грищенко Валентин Іванович (1928—2011); прадід — доктор медичних наук, професор Грищенко Іван Іванович (1897—1983).

### Навчання
1998 року Микола Грищенко закінчив ХДМУ за спеціальністю «Лікувальна справа» і у 2000—2002 роках навчався в очній аспірантурі на кафедрі акушерства та гінекології № 1.
2003 року отримав науковий ступінь кандидата медичних наук за результатами захисту дисертації «Вміст біологічно-активних речовин у фолікулярній рідині та їх вплив на процеси запліднення ооцитів і розвиток ембріонів in vitro при безплідності» (спеціальність «Акушерство та гінекологія»).
2011 року отримав науковий ступінь доктора медичних наук за результатами захисту дисертації «Патогенетичні основи вдосконалення допоміжних репродуктивних технологій у жінок, які перенесли хронічні запальні захворювання органів малого таза» (спеціальність «Акушерство та гінекологія»).
У 2021 закінчив дворічний курс Бізнес-школи МІМ (м. Київ) та отримав кваліфікацію «Senior Executive Master of Business Administration».

### Кар'єра
Харківський національний медичний університет
Протягом 2002—2004 — асистент кафедри акушерства та гінекології № 1.
У 2004—2012 рр. — доцент, а 2012—2016 рр. — професор цієї кафедри.
Клініка репродуктивної медицини імені академіка В. І. Грищенка
Протягом 2003—2010 — медичний директор Центру репродукції людини «Імплант».
З 2011 — директор «Клініки репродуктивної медицини імені академіка В. І. Грищенко», яку за ініціативою Миколи Грищенка було створено внаслідок реорганізації Центру «Імплант»), та директор ТОВ «Фармація і медицина».
Клініка є клінічною базою для кафедри акушерства та гінекології Харківського національного університету імені Василя Каразіна та Кафедра акушерства та гінекології № 2 Харківського національного медичного університету.
Харківський національний університет імені В. Н. Каразіна
З листопада 2016 — завідувач кафедри акушерства та гінекології медичного факультету ХНУ імені В. Н. Каразіна. Член Вченої ради медичного факультету.

### Громадська діяльність
З 2005 — член Європейської асоціації репродукції людини та ембріології (ESHRE). З 2014 року входить до робочої групи ESHRE з моніторингу результатів лікування безпліддя методами допоміжних репродуктивних технологій. Також Микола Грищенко входить до Комітету національних представників від України.
Микола Грищенко є членом асоціації акушерів-гінекологів України, де з 2016 року входить складу Президії, та віце-президентом і членом правління Української асоціації репродуктивної медицини.
За участі професора в контексті національного руху акушерів-гінекологів України було організовано низку великих конференцій з міжнародною участю.
З 2011 року Микола Грищенко є головним позаштатним фахівцем із питань репродуктивної медицини Департаменту охорони здоров'я Харківської міської ради. Діяльність відзначено Почесною грамотою Харківської міської ради за внесок у розвиток сфери медицини у місті Харкові (2016).

### Наукова робота
Микола Грищенко розвиває напрям досліджень у галузі екстракорпорального запліднення. Зокрема його наукові зацікавлення включають репродуктивну ендокринологію, преімплантаційну генетичну діагностику, репродуктивну ендоскопію, рецептивність ендометрію.
Протягом 2002—2017 років було видано 8 патентів на розробки за участі Миколи Грищенка:
1. № 48932 (15.08.2002) — «Спосіб прогнозування запліднення ооцитів при лікуванні безплідності в програмі запліднення in vitro» (у співавторстві)
2. № 50695 (15.10.2002) — «Спосіб прогнозування здатності ооцитів до запліднення при лікуванні безплідності в програмі запліднення in vitro»
3. № 50696 (15.10.2002) — «Спосіб прогнозування здатності ооцитів до запліднення при лікуванні безплідності в програмі запліднення in vitro»
4. № 7947 (15.07.2005) — «Спосіб лікування цукрового діабету та його ускладнень» (у співавторстві)
5. № 44338 (25.09.2009) — «Спосіб виконання екстракорпорального запліднення у жінок з хронічними запальними захворюваннями органів малого таза» (у співавторстві)
6. № 47934 (25.02.2010) — «Спосіб моделювання реактивного хронічного запалення яєчників» (у співавторстві)
7. № 54908 (25.11.2010) — «Спосіб прогнозування ефективності допоміжних репродуктивних технологій у пацієнток з безпліддям, яке обумовлене хронічними запальними захворюваннями органів малого таза» (у співавторстві)
8. № 112968 (10.01.2017) — «Спосіб визначення оксидативного стресу в програмах допоміжних репродуктивних технологій» (у співавторстві)[19].

### Інші досягнення
Станом на 2013 Микола Грищенко у своїй клініці досяг рекорду серед харківських клінік, здійснивши штучне запліднення жінці у поважному віці: 2010 року пацієнтка народила дитину у віці 52 роки.

## Наукові публікації
М. Г. Грищенко — автор понад 140 наукових друкованих праць, у тому числі 8 патентів, 1 інформаційного листа. За його участі написано 6 навчальних підручників та посібників, 1 монографія. Вагомі публікації див. у базі Scopus: станом на липень 2021 року, у базі 7 публікацій, процитовано 742 рази (у 704 статтях), індекс Гірша становить 5.
Підручники та посібники
- Гінекологія : підруч. для студ. вищ. мед. навч. закл. III-IV рівнів акредитації / В.І. Грищенко, М.О. Щербина, Б.М. Венцківський, М.Г. Грищенко [та ін.] ; за ред. В.І. Грищенка, М.О. Щербини. — К. : Медицина, 2007. — 360 с.
- Акушерство : підручник для студ. вищих мед. навч. закл. ІІІ-IV рівнів акредитації / В. І. Грищенко, М.Г. Грищенко [та ін.] ; ред. В. І. Грищенко, М. О. Щербина. — К. : ВСВ «Медицина», 2009. — 408 с.
- Гінекологія дитячого та підліткового віку : Підручник / Г.М. Абабкова, О.А. Андрієць, А.М. Білоченко, М.Г. Грищенко та ін. ; за ред. І.Б. Вовк, О.М. Юзька, В.П. Вдовиченка. — К. : ВСВ «Медицина», 2011. — 424 с.
- Акушерство і гінекологія : у 2 книгах. Книга 2. Гінекологія: Підручник / В.І. Грищенко, М.О. Щербина, Б.М. Венцківський, М.Г. Грищенко та ін. — 3-є видання, стереотипне.. — К. : ВСВ «Медицина», 2020. — 376 с.
- Безплідність у шлюбі : навч. посібник / Ю.С. Паращук, О.І. Каліновська, М.Г. Грищенко, В.Ю. Паращук. — Х. : ХНМУ, 2014. — 124 с.
- Оперативна гінекологія : навч. посібник / Ю. С. Паращук, М. Г. Грищенко, В. Ю. Паращук, Р. А. Сафонов. — Х. : ХНМУ, 2017. — 132 с.

Монографія
- Плацента : криоконсервирование, клиническое применение :  [рос.] : Монография / Блажко Е.В., Бобырева Л.Е., Гераскина Л.Р., Грищенко Н.Г. [и др.] ; Под общей редакцией акад. НАН Украины А.Н. Гольцева, проф. Т.Н. Юрченко. — Х. : ФОП Бровин А.В., 2013. — 318 с.

Довідник
- Mykola Gryshchenko, Alexey Pravdyuk. Gestational Surrogacy in Ukraine :  [англ.] / edited by E. Scott Sills // Handbook of gestational surrogacy : international clinical practice and policy issues. — Cambridge : Cambridge University Press, 2016. — P. 250-265.